# 本貝雷凱
10°13′30″N 2°40′05″E / 10.22500°N 2.66806°E

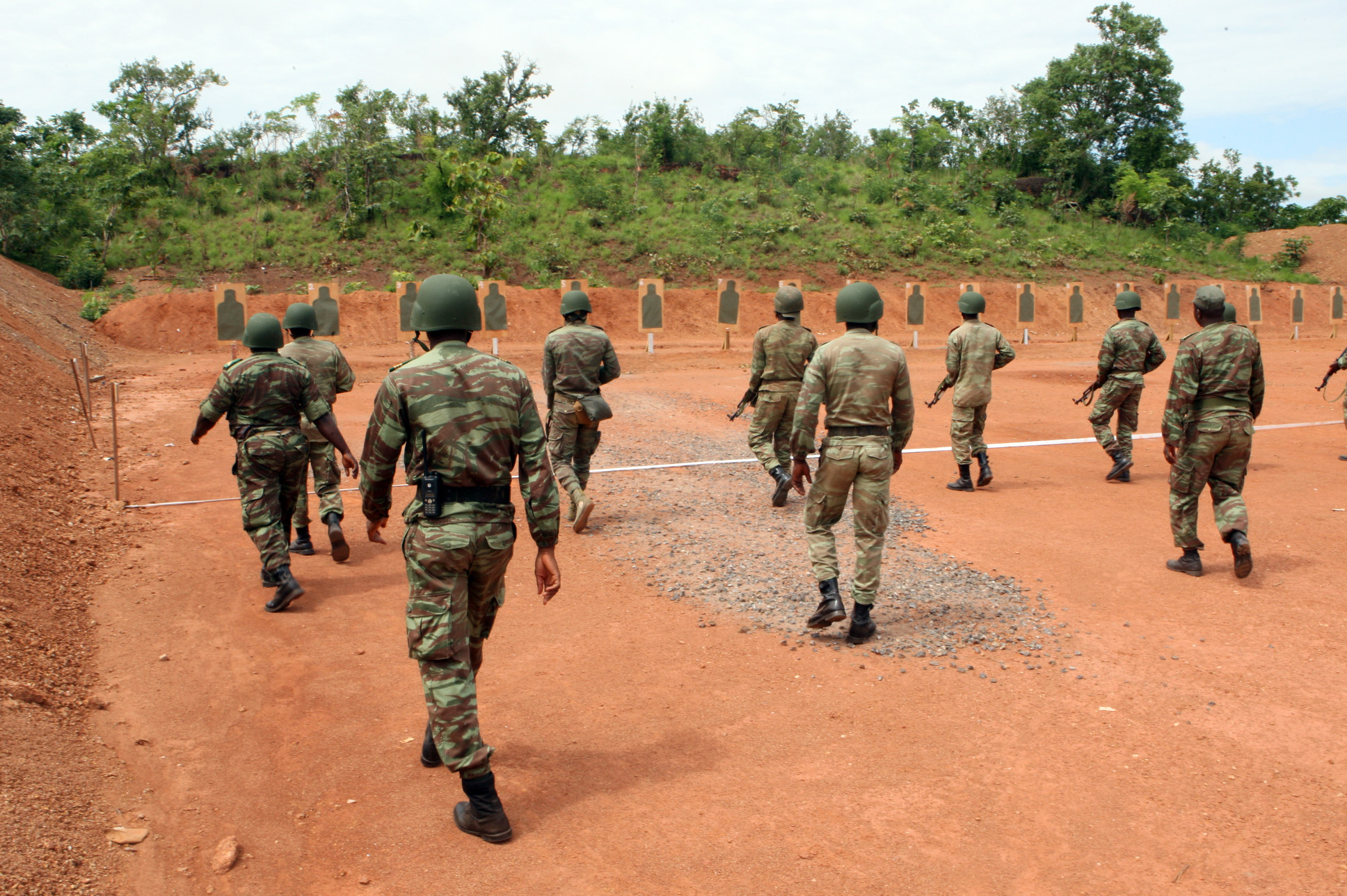

本貝雷凱（法語：Bembéréké）是貝寧的城鎮，位於該國東北部，由博爾古省負責管轄，面積3,348平方公里，海拔高度449米，2013年人口131,255，人口密度每平方公里39人。